# Kolczakówka zielonożółta

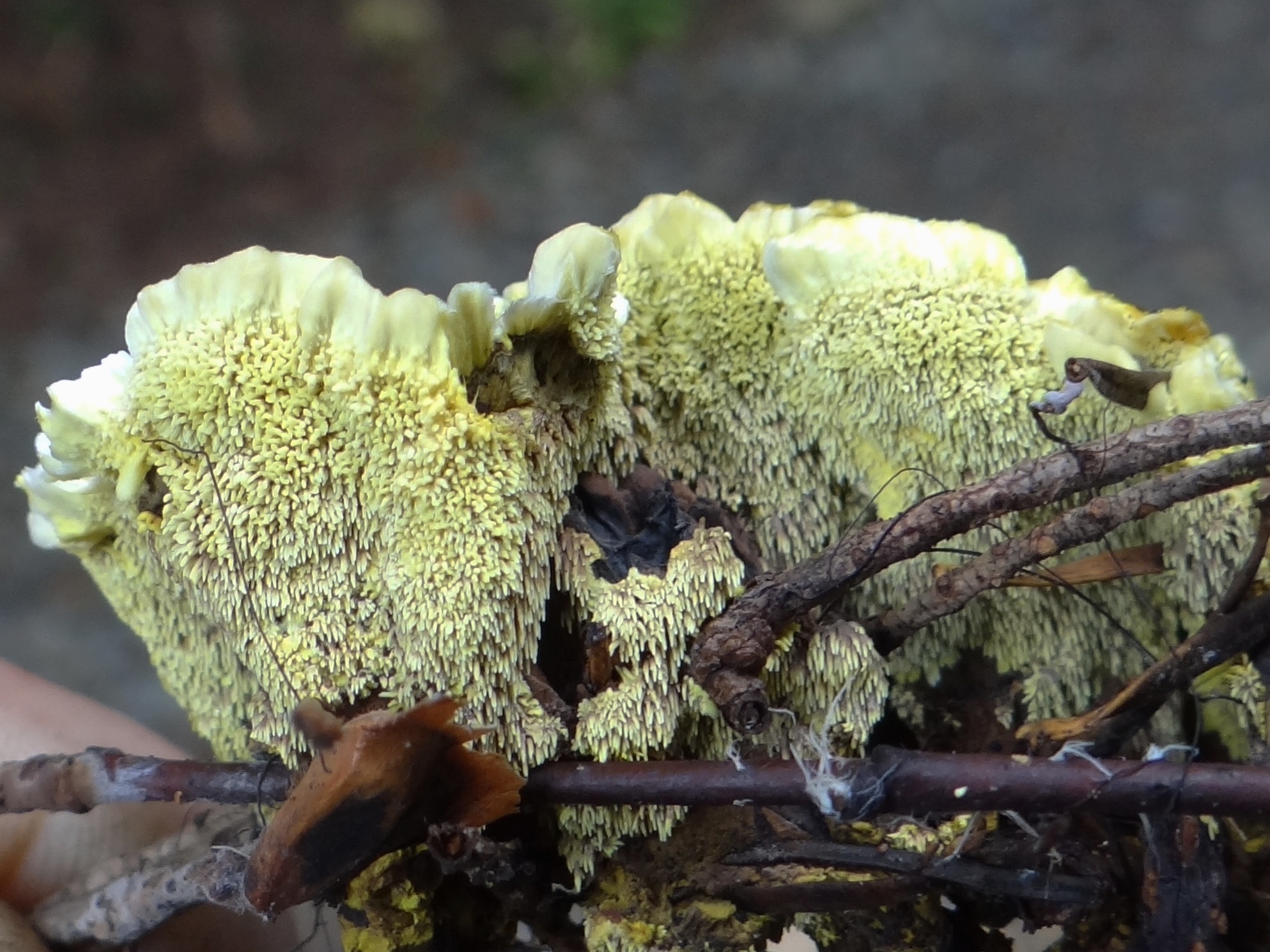
Hymenofor

Kolczakówka zielonożółta (Hydnellum geogenium (Fr.) Banker) – gatunek grzybów należący do rodziny kolcownicowatych (Bankeraceae).

## Systematyka i nazewnictwo
Pozycja w klasyfikacji według Index Fungorum: Hydnellum, Bankeraceae, Thelephorales, Incertae sedis, Agaricomycetes, Agaricomycotina, Basidiomycota, Fungi.
Po raz pierwszy takson ten zdiagnozował w 1852 r. Elias Fries nadając mu nazwę Hydnum geogenium. Obecną, uznaną przez Index Fungorum nazwę nadał mu w 1913 r. Howard James Banker.
Synonimy:
- Calodon geogenius (Fr.) P. Karst. 1881
- Hydnum geogenium Fr. 1852
- Hydnum sulfureum Saut. 1869

Nazwę polską nadał Władysław Wojewoda w 2003 r, wcześniej gatunek ten nie posiadał polskiej nazwy.

## Morfologia
Owocnik
Średnica 1–3 cm, kształt rozetkowaty, muszlowaty, podobny do kwiatu lub korony. Młode owocniki mają kształt poduchowaty i pokryte są nieregularnymi garbkami. Brzeg owocnika nierówny i pofalowany. Często sąsiednie owocniki zrastają się z sobą tworząc kępy o średnicy do 12 cm. Górna powierzchnia dojrzałych owocników jest podzielona na płaty, pofalowana z podłużnymi rowkami i garbami. Ma barwę intensywnie siarkowożółtą, jasnożółtą, oliwkowozieloną do oliwkowobrązowej. Obrzeża są zawsze jaśniejsze, żółte. Trzonu brak; dolna część owocnika stopniowo zwęża się i przechodzi w żółtą grzybnię, która przerasta podłoże. Na dolnej stronie owocnika znajduje się hymenofor w postaci siarkowożółtych kolców o długości 0,5–3 mm. Miąższ korkowaty, twardy, początkowo żółty, później oliwkowozielonawy. Ma aromatyczny zapach i nieco mączny smak.
Żółta barwa górnej powierzchni występuje u młodych owocników, u starszych zmienia się na brązową. Bardzo długo natomiast utrzymuje się żółta barwa na obrzeżach, czasami stają się one białawe.
Cechy mikroskopowe
Strzępki o grubości 2,7–6,3 μm. Podstawki zgrubiałe z 4 sterygmami. Mają rozmiar 22–27 × 4,5–5,5 μm. Bazydiospory prawie kuliste, brązowe, niemal gładkie, o rozmiarach 4,5-5,2 × 3,1–3,6 μm.

## Występowanie i siedlisko
Kolczakówka zielonożółta znana jest tylko w Ameryce Północnej i Europie; najwięcej jej stanowisk zostało opisanych na Półwyspie Skandynawskim. W Polsce jest bardzo rzadka. Do 2020 r. podano 1 stanowisko historyczne i 8 współczesnych. Znajduje się na Czerwonej liście roślin i grzybów Polski. Ma status E – gatunek krytycznie zagrożony wymarciem. Znajduje się na listach gatunków zagrożonych także w Szwajcarii, Niemczech, Szwecji, Finlandii, Słowacji, Czechach. W Polsce w latach 1995–2004 była pod ochroną częściową, od roku 2004 objęta jest ochroną ścisłą bez możliwości zastosowania wyłączeń spod ochrony uzasadnionych względami gospodarki rolnej, leśnej lub rybackiej.
Naziemny grzyb ektomykoryzowy tworzący symbiozę ze świerkiem. W Polsce występuje w lasach górskich. Rośnie na ziemi w lasach iglastych, głównie pod świerkami.

## Gatunki podobne
W Polsce jest 9 gatunków kolczakówek. Kolczakówka zielonożółta ma jednak tak charakterystyczne ubarwienie, że w zasadzie nie może być pomylona z żadnym innym gatunkiem.